# 智力題

有些人聽到答案後會笑，亦有些會覺得無聊。

，或被稱為、腦筋急轉彎等，是一種測試別人腦部靈活性的對答問題遊戲，於许多地區裡非常流行。智力題在問題和答案之間是有着一定關連，有些智力題玩諧音，亦有一些是冷笑話。而謎語和智力題是不同的。謎語是一種比較傳統和正宗的，以及通常只有一個謎底，而智力題則是比較為搞笑和食字，而且通常可以有其他的答案。

## 例子
- 問︰為什麼海是藍色（blue）的？
答︰因為魚兒常在海裡blue blue blue…
- 問︰小明在客戶面前罵總經理「笨蛋」，結果隔天就被炒了魷魚……為什麼？
答：因為小明洩漏了公司最高機密
- 問︰左邊的屁股像甚麼？
答︰右邊的屁股
- 問：為甚麼雞討厭人（猜1種玩具）
答：因為雞氣人（機器人）
- 問︰一打蛋有多少隻？
答︰零，因全部都打破了。
- 問：為什麼海鷗不能在圍裙上飛？
答：因為會被叫圍鷗(圍毆)

## 其他語言例子（題目中譯）
- 問︰臣子與王子分開時説的話是什麽？
答︰ Bye, King。 維京 （因爲韓語沒有 'v' 音，所以以'b'音代替）
- 問：“沒有門鈴”用兩個字提示。
答：No Bell (Nobel Prize 誤讀， 諾貝爾獎)